# سالومون اچ. اسنایدر
سالومون اچ. اسنایدر (انگلیسی: Solomon H. Snyder؛ زادهٔ ۲۶ دسامبر ۱۹۳۸) یک عصب‌پژوه اهل ایالات متحده آمریکا است.